# Fiorello H. La Guardia
Fiorello Henry La Guardia (narozen jako Fiorello Enrico La Guardia; 11. prosince 1882 – 20. září 1947) byl starosta New Yorku po tři volební období, v letech 1934–1945. Byl republikán, populární starosta a silný stoupenec politiky New Deal. La Guardia vedl obnovu New Yorku po Velké hospodářské krizi.

## Život a kariéra
La Guardia se narodil v Greenwich Village italskému katolickému otci a matce židovského původu. Jeho prostřední jméno "Enrico" bylo změněno na "Henry" (anglická forma "Enrico"), když byl dítě. Žil v Arizoně poté, co jeho otec byl propuštěn z pozice kapelníka v armádě v roce 1898. La Guardia sloužil na amerických konzulátech v Budapešti, Terstu a Fiume v letech 1901 až 1906. Poté se vrátil do USA, aby dokončil své vzdělání na New York University. Během této doby působil v Newyorské společnosti pro prevenci týrání dětí a jako tlumočník amerického úřadu pro imigraci na přistěhovalecké stanici Ellis Island (1907–1910).

### Léta v Kongresu
V roce 1914 se stal náměstkem generálního prokurátora New Yorku. V roce 1916 byl zvolen do Sněmovny reprezentantů, kde měl pověst zapáleného reformátora. V kongresu La Guardia zastupoval italský východní Harlem téměř nepřetržitě až do roku 1933. Podle jeho životopisce, historika Howarda Zinna, tam byla dvě přerušení, jedno, když sloužil v ozbrojených silách v letech 1917–1919 a druhé, když sloužil jako šéf městské rady v New Yorku v letech 1920 a 1921.

### Mimo kancelář
La Guardia krátce sloužil v ozbrojených silách v letech 1917–1919 a dosáhl hodnosti majora v Armádní letecké službě Spojených států. Létal s bombardérem Ca.5 na italsko-rakouské frontě během první světové války.
V roce 1921 zemřela jeho žena na tuberkulózu. La Guardia se s rostoucí depresí obrátil k alkoholu. Po roce se vyléčil a stal se abstinentem.

### Starostou New Yorku
Byl italského původu a vyrůstal v době, kdy byla v New Yorku velká zločinnost. La Guardia nenáviděl gangstery, kteří italské komunitě škodili. Když byl zvolen starostou do prvního funkčního období v roce 1933, první co udělal poté, co složil přísahu bylo, že zvedl telefon a uložil šéfovi policie zatknout mafiánského bosse Lucky Luciana.
La Guardia byl ortodoxní republikán. Byl otevřeným kritikem Hitlera a nacistického režimu. V místním rozhlasu v roce 1934 La Guardia varoval, že „součástí Hitlerova programu je kompletní vyhlazení Židů v Německu“.
V roce 1941, ještě před začátkem účasti USA ve druhé světové válce, prezident Roosevelt jmenoval La Guardiu ředitelem nového Úřadu pro civilní obranu. Úřad byl zodpovědný za přípravu ochrany civilního obyvatelstva v případě, že by byla Amerika napadena. Úřad byl také zodpovědný za údržbu veřejné morálky, podporu dobrovolnické služby a koordinaci s dalšími federálními orgány, aby bylo zajištěno, že slouží potřebám země ve válce. Kromě toho La Guardia zůstal ve funkci starosty New Yorku.

### Smrt
Zemřel na rakovinu slinivky ve svém domě na 5020 Goodridge Avenue v Bronxu ve věku 64 let a je pohřben na hřbitově Woodlawn v Bronxu.
Po La Guardiovi je pojmenováno newyorské letiště LaGuardia nebo střední škola LaGuardia High School. Škola na Strossmayerově náměstí v pražských Holešovicích nesla v letech 1947–1953 až do přeměny na jedenáctiletou střední školu název La Guardiovo gymnasium.